# Communauté de communes des Terres de Siagne
La communauté de communes des Terres de Siagne est une ancienne structure intercommunale regroupant 6 communes de l'ouest des Alpes-Maritimes.

## Histoire
Créée le 1er janvier 2009, la communauté de communes des Terres de Siagne regroupait l'ensemble des communes du canton de Saint-Vallier-de-Thiey à l'exception d'Escragnolles.
Elle est dissoute le 31 décembre 2013 et ses communes membres rejoignent la communauté d'agglomération du Pays de Grasse.

## Composition
- Cabris
- Peymeinade
- Le Tignet
- Saint-Cézaire-sur-Siagne
- Saint-Vallier-de-Thiey
- Spéracèdes

## Pour approfondir